# Lycosa
Lycosa és un gènere d'aranyes araneomorfs de la família Lycosidae. El nom comú d'aquestes aranyes es presta a confusió; a Europa es coneixen amb el nom taràntules (per la ciutat italiana de Tàrent); els colonitzadors europeus d'Amèrica van anomenar taràntules a la grans aranyes migalomorfs que van trobar en aquest continent, de manera que, per als americans, les taràntules són les grans migalomorfs americanes, mentre que els licòsids (que en realitat són les taràntules originals) són denominats aranyes llop.